# 展開圖

正十二面體的展開圖

立方體的11種展開圖

在幾何學中，展開圖是指將幾何形狀的面沿著邊接合，並不重疊地呈現在同一個平面上。以多面體為例，多面體的展開圖就是將多面體的表面在平面上攤平後得到的圖形。多面體的展開圖對多面體和一般立體幾何的研究很有幫助，因為有了展開圖就能使用薄紙板等薄片的材料來製作對應立體圖形或多面體的物理模型。
展開圖的實例最早出現在阿尔布雷希特·丢勒的作品中，在其1525年出版的《用圓規和尺子進行測量藝術課程》（Unterweysung der Messung mit dem Zyrkel und Rychtscheyd）中呈現了柏拉圖立體和阿基米德立體的展開圖。
展開圖可以推廣到其他維度中，也就是將幾何結構的維面沿著維脊接合，並不重疊地呈現在同一個比該幾何形狀少一個維度的平坦空間上，例如四維空間的超立方體可以展開為三維空間的8連立方體。

## 存在性和唯一性
對於給定的多面體，可以存在許多不同的展開圖，具體取決於選擇哪些邊相連接或者分離。從凸多面體之邊切割形成展開圖的邊連接方式必定來自多面體面與邊的生成樹，然而不是所有的生成樹都能形成展開圖——部分的生成樹所展開的圖形可能會相互重疊而無法形成展開圖。相反的，給定的展開圖可能可以摺成不同的幾何體，這取決於其邊摺疊的角度以及黏合邊的選擇。若同時給定展開圖與邊的黏接方式，從而使得得到的形狀每個頂點都有正的角虧，且角虧的總和正好是4π，那麼這個展開圖與邊的黏接方式恰好可以摺疊成唯一的多面體，這個現象稱為亞歷山德羅夫唯一性定理。然而，以這種形式構成的多面體，可能會有與存於展開圖上之面不一樣的面，比如展開圖中的多邊形中可能有折疊或者部分位於展開圖中的面仍保持展開的狀態。此外，同一個展開圖也可能存在多種有效的黏合模式，導致摺疊出的幾何體不同。
1975年，杰弗裡·科林·謝潑德在展開圖的議題上提出了一個問題，指出是否每個凸多面體都有至少一個展開圖或簡單的邊展開方式。這個問題目前是一個未解決的數學問題，也被稱為丟勒猜想、或丟勒的展開問題。目前已知有不存在展開圖的非凸多面體，且細分每個凸多面體的每個面（如沿邊切割）並分析分割集合來判斷是否存在展開圖是可以做到的。2014年，穆罕默德·戈米（Mohammad Ghomi）展示了每個凸多面體在經過仿射變換後都能給出一個展開圖。

將正十二面體展開為展開圖與摺疊回去的連續動畫

另一個與展開圖相關的開放性問題是：每個展開圖是否都有一個摺疊成多面體的連續過程，且在該過程中面不會互相穿插，同時所有面在過程中都保持平坦。

## 最短路徑
多面體表面上兩點的最短路徑對應於路徑所接觸的面在合適展開圖上的直線。所謂合適的展開圖是指直線完全包含於展開圖中，沒有過展開圖的邊界或中斷，可能需要考慮多種展開方式所得的展開圖才能得知哪個展開圖能給出最短路徑。以立方體為例，若兩點位於立方體的相鄰面上，則可能的最短路徑是穿過其公共邊的一個路徑，對應到同樣兩個面相連的展開圖中，也能找到這條路徑。最短路徑的其他可能結果也包括了穿過與這兩個面共同相鄰的第三面的路徑，哪條才是最短路徑可以看該路徑在合適的展開圖上是否為直線，並比較其距離來決定。
蜘蛛和蒼蠅問題是一個在長方體上兩點之間找到最短路徑的娛樂數學謎題。
| 蜘蛛和蒼蠅問題 |

## 其他維度的展開圖
展開圖可以推廣到其他維度中，也就是將幾何結構的維面沿著維脊接合，並不重疊地呈現在同一個比該幾何形狀少一個維度的平坦空間上。以二維空間為例，我們可以把一個多邊形的邊劃成一條直線，並標記頂點，該直線的長度就是多邊形的周長，就是多邊形的展開，這是展開圖在二維空間的類比。
| 五邊形的展開與摺疊連續動畫 |

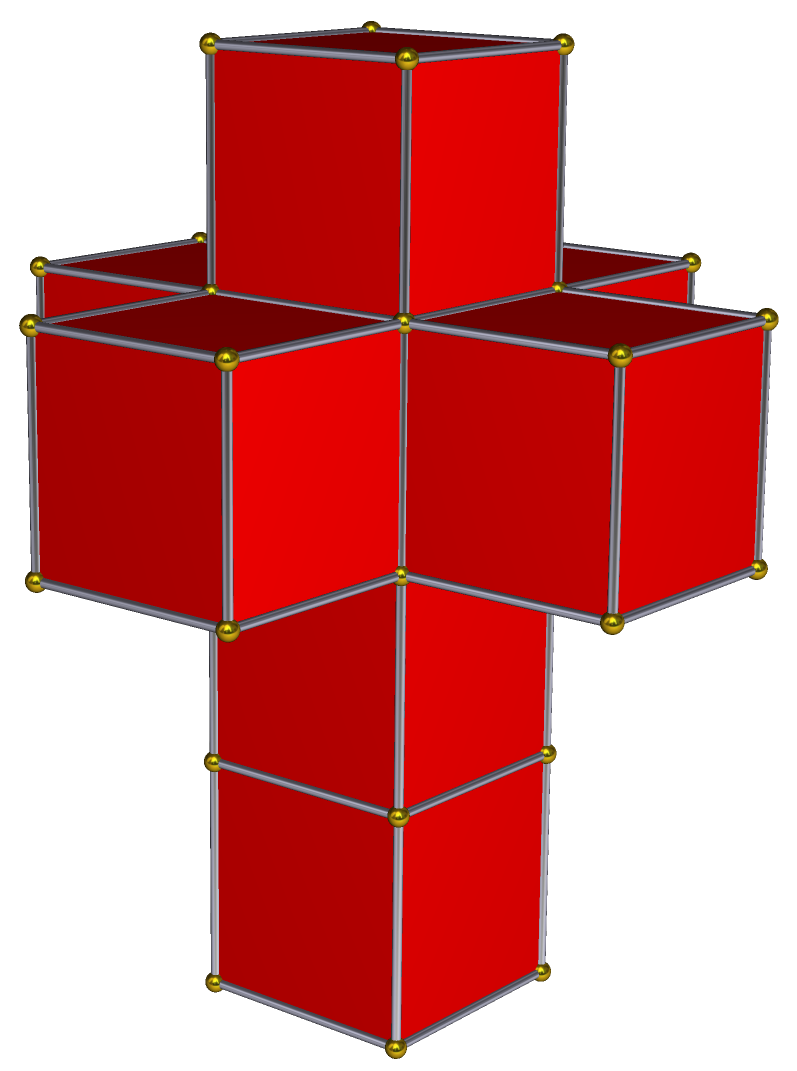
四維超正方體的展開圖

更精確地說，就是將一個n維幾何體展開到n-1維平坦空間中。同理，以四維空間為例，多胞體也能用同樣的概念製成展開圖，也就是將其胞以面做分割，展開成三維空間中胞與胞之間以面連接的幾何結構。例如四維超正方體可以展開為達利十字，這種形狀出現在薩爾瓦多·達利1954的畫作《耶穌受難》上:72，同樣的形狀也是羅伯特·海萊因1940年的短篇小說《—且他建造了一座歪曲的房子—》劇情的核心。
| 四維超正方體的展開與摺疊連續動畫 |

在五維空間中的多胞體也可也展開於四維空間中。更高維度則同理。以超方形為例，n維超方形的展開圖組合的數量可以通過將這些展開圖表示為2n個節點上的樹來尋找。該樹描述了超方形的成對維面粘合在一起形成展開圖的模式，以及描述折疊超方形上彼此相對的維面組之樹的補圖上的完美匹配。以用這種計算方式的維度為2、3、4、...的超方形不同展開圖的數量為：

## 例子
| 立方體 | 截角立方體 | 截半截角二十面體 |

| 超立方體 | 截角超立方體 | 正二十四胞體 |

## 外部連結
- 埃里克·韦斯坦因. . MathWorld.
- 埃里克·韦斯坦因. . MathWorld.
- 埃里克·韦斯坦因. . MathWorld.
- Nets: A Tool for Representing Polyhedra in Two Dimensions （页面存档备份，存于）
- Nuts About Nets!, George Olshevsky.
- Regular 4d Polytope Foldouts
- Editable Printable Polyhedral Nets with an Interactive 3D View （页面存档备份，存于）
- Paper Models of Polyhedra （页面存档备份，存于）
- Unfolder （页面存档备份，存于） for Blender
- Unfolding （页面存档备份，存于） package for Mathematica